# Tiffanie Anderson
Tiffanie Adair Anderson, född 15 augusti 1988 i Los Angeles i Kalifornien, är en amerikansk sångerska och dansös. Anderson var 2007–2009 en av medlemmarna i musikgruppen Girlicious, bildad av Robin Antin. 
Anderson jobbade 2013 som dansare, sångerska och konstnär. 

## Diskografi
Album med Girlicious
- 2008 – Girlicious

Singlar med Girlicious
- 2008 – "Like Me"
- 2008 – "Stupid Shits"
- 2008 – "Baby Doll"
- 2008 – "My Boo"

Andra singlar
- 2008 – "Liar Liar" (med Flo Rida)
- 2008 – "Still in Love" (med Sean Kingston)